# Андрей Баюк
Андрій Баюк (словен. Andrej Bajuk; нар. 18 жовтня 1943, Любляна — пом. 16 серпня 2011, Любляна) — словенський політичний діяч, прем'єр-міністр Словенії (3 травня — 17 листопада 2000), засновник і член партії «Нова Словенія».

## Біографія
Батько майбутнього політика Марко Баюк був філологом. Сім'я покинула Словенію в 1945 році і переїхала в місто Мендоса, що в Аргентині.
Успішно закінчив економічний факультет Національного університету Куйо, де згодом працював викладачем. У 1976 році Баюк переїхав до Вашингтона, де працював у Всесвітньому банку.
У 1999 році політик повернувся до Словенії і заснував партію «Нова Словенія». Навесні 2000 року Баюк стає прем'єр-міністром країни. 17 листопада того ж року залишає посаду за власним бажанням.
Помер 16 серпня 2011 після тривалої хвороби.

## Особисте життя
Андрей Баюк вільно володів словенською, іспанською, англійською й французькою мовами.